# Melloleitaoina crassifemur
Melloleitaoina crassifemur là một loài nhện trong họ Theraphosidae.
Loài này thuộc chi Melloleitaoina. Melloleitaoina crassifemur được miêu tả năm 1960 bởi Gerschman & Schiapelli.